# Ferganoxyela sogdiana
Ferganoxyela sogdiana  (лат.) — ископаемый вид пилильщиков рода Ferganoxyela из семейства Xyelidae. Один из древнейших представителей отряда перепончатокрылые. Обнаружен в триасовых ископаемых останках (Средняя Азия, Кыргызстан, Madygen, Dzhailoucho, карнийский ярус, около 230 млн лет). Длина переднего крыла 7,0 мм. 
Вид Ferganoxyela sogdiana был впервые описан в 1969 году советским и российским энтомологом Александром Павловичем Расницыным (ПИН РАН, Москва, Россия). Включён в состав рода Ferganoxyela Rasnitsyn 1969 вместе с видами F. destructa. Это один из древнейших видов пилильщиков и всех представителей отряда перепончатокрылые наряду с такими видами как Potrerilloxyela menendezi, Oryctoxyela anomala, Madygenius primitivus, Ferganoxyela destructa, Triassoxyela kirgizica, T. foveolata.